# 張丹 (花樣滑冰運動員)

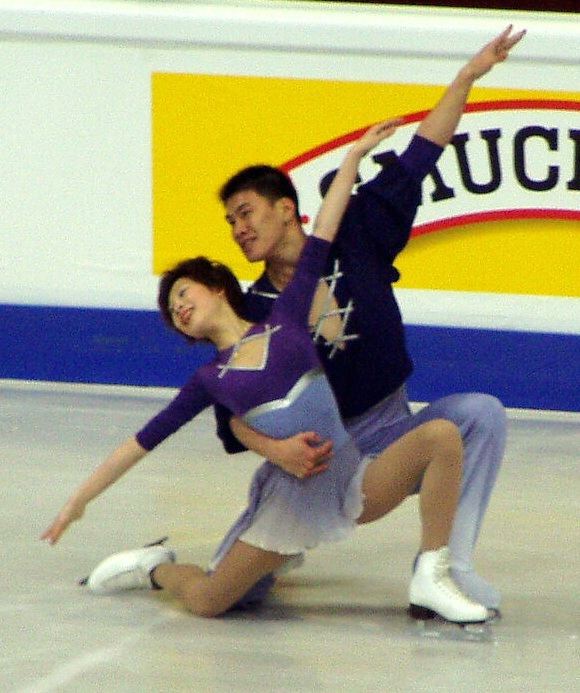

張丹（1985年10月4日—），女，中國花樣滑冰運動員，她經常與張昊參與雙人滑的花樣滑冰賽事。

## 生涯
張丹籍貫哈尔滨，其教練為姚濱，首個冠軍是於1998年10月在北京舉行的世界青少年大獎賽，北京站賽事。次年12月，張丹與張昊於加拿大站得到亞軍。
1年後，兩人先後贏得四次冠軍、一次的第四以及第五，兩人於世界青少年大獎賽（日本站、 哈爾濱站與挪威站），以及在12月的世界青少年總決賽（英國站）都得到第一名。另外，又在世界青少年總決賽（波蘭站）、世界青少年錦標賽排名第五和第四。
2001年，「兩張」於世界青少年錦標賽首次奪得冠軍，也是該年度的唯一一個重要錦標。翌年，兩人於鹽湖城冬季奧運中的雙人滑小項中，排名第11名，及後在世界錦標賽中取得第9位，而在四大洲錦標賽中成為季軍。
在2003年與2004年，兩人所獲得最重要的獎項是世界青少年錦標賽、全國錦標賽冠軍、四大洲锦标赛亞軍、四大洲锦标赛季軍與世锦赛第5名和世锦赛第6名。
2005年，「雙張」取得4個重要錦標，分別為世界錦標賽季軍、世界花樣滑冰大獎賽兩個分站冠軍與世界花样滑冰大奖赛總決賽的亞軍，以及十運會中奪得金牌。二人並為都靈冬季奧運積極準備。
2006年，张丹与张昊在2006年意大利都灵冬奥会双人花样滑冰项目中得到银牌。张丹在完成高难度动作“后内接环四周抛跳”时曾一度摔倒，双膝和大腿受伤，但她坚持完成了整个项目，得到了在场观众长时间的掌声鼓励。各国电视台体育解说员均对张丹做出了高度的评价。一個月後，兩人出席加拿大的世錦賽雙人滑短節目以65.58分排名首位，及後的自由滑得分186.42分取得亞軍。
而在得到亞軍後的幾日，兩人奪得中央電視台頒授的年度體壇十大風波人物的獎項。翌年，兩人於2007年都靈世界大學生冬季運動會中以31分的距離奪得中國於該屆運動會的第一面金牌。同年的11月，他們在俄羅斯站的大獎賽以192.68分奪得冠軍。兩個月後，二人於十一冬運會中取得雙人滑小項的銀牌。
2009年2月，張丹與張昊的組合第三度參與世界冬季大學生運動會，並為開幕式燃點聖火。
2012年5月，张丹宣布退役。

## 外部連結
- 張丹/張昊 全球個人官網
- 張丹的新浪微博